# Yukimasa Nakamura
Yukimasa Nakamura (jap. 中村 行成 Nakamura Yukimasa; ur. 28 sierpnia 1972) – japoński judoka. Dwukrotny olimpijczyk. Srebrny medalista z Atlanty 1996 i siódmy w Sydney 2000. Walczył w wadze półlekkiej.
Mistrz świata w 1993; drugi w 1995. Uczestnik zawodów w 1997, 1999 i 2001. Startował w Pucharze Świata w latach 1993, 1995, 1996, 1998–2001. Triumfator igrzysk azjatyckich w 1994 i 1998 i mistrzostw Azji w 2000. Wygrał igrzyska Azji Wschodniej w 1993 roku.
Jego bracia również startowali na igrzyskach olimpijskich w turnieju judo. Kenzō Nakamura został mistrzem olimpijskim w Atlancie 1996 i zajął dziewiąte miejsce w Sydney 2000, a Yoshio Nakamura zajął siódme miejsce w 1996 roku.

## Letnie Igrzyska Olimpijskie 1996
| Konkurencja | Eliminacje            | Eliminacje                        | Eliminacje         | Finały              | Finały                | Klas. końcowa |
| Konkurencja | Przeciwnik I          | Przeciwnik II                     | Przeciwnik III     | Półfinał            | Finał                 | Miejsce       |
| ----------- | --------------------- | --------------------------------- | ------------------ | ------------------- | --------------------- | ------------- |
| 65 kg       | Isłam Macyjew (RUS) Z | Pürewdordżijn Njamlchagwa (MGL) Z | Iwan Netow (BGR) Z | József Csák (HUN) Z | Udo Quellmalz (GER) P | 2.            |

## Letnie Igrzyska Olimpijskie 2000
| Konkurencja | Eliminacje         | Eliminacje           | Eliminacje                 | Repasaże                          | Repasaże              | Repasaże                  | Klas. końcowa |
| Konkurencja | Przeciwnik I       | Przeciwnik II        | Przeciwnik III             | Przeciwnik I                      | Przeciwnik II         | Przeciwnik III            | Miejsce       |
| ----------- | ------------------ | -------------------- | -------------------------- | --------------------------------- | --------------------- | ------------------------- | ------------- |
| 66 kg       | Tarek Ayad (LBA) Z | Anis Lounifi (TUN) Z | Patrick van Kalken (NED) P | Pürewdordżijn Njamlchagwa (MGL) Z | Iwan Baglajew (KAZ) Z | Arasz Miresma’ili (IRI) P | 7.            |